# دردانة (إقليد)
دردانة (بالفارسية: دردانه) هي قرية تقع في Ahmadabad Rural District في إيران. يقدر عدد سكانها بـ 482 نسمة بحسب إحصاء 2016.